# رجل التاي تشي
رجل التاي تشي (بالإنجليزية: Man of Tai Chi)‏ هو فيلم فنون قتالية صيني-أمريكي من بطولة وإخراج كيانو ريفز وهو أول فيلم يُخرِجه كيانو ريفز والفيلم ايضاً من بطولة تايغر تشن وأيكو أويس وكارين مو وسيمون رن، تدُور قصة الفيلم عن لاعب تاي تشي تدفعهُ الحاّجة إلى المال لدخول عالم قتال سري، صدر الفيلم في الصين في 5 يوليو عام 2013 وصدر في 1 نوفمبر 2013 في الولايات المتحدة.

## روابط خارجية
رجل التاي تشي على موقع IMDb (الإنجليزية)
- رجل التاي تشي على موقع ميتاكريتيك (الإنجليزية)
- رجل التاي تشي على موقع روتن توميتوز (الإنجليزية)
- رجل التاي تشي على موقع نتفليكس (الإنجليزية)
- رجل التاي تشي على موقع قاعدة بيانات الأفلام العربية
- رجل التاي تشي على موقع ألو سيني (الفرنسية)
- رجل التاي تشي على موقع Turner Classic Movies (الإنجليزية)
- رجل التاي تشي على موقع أول موفي (الإنجليزية)
- رجل التاي تشي على موقع بوكس أوفيس موجو (الإنجليزية)
- رجل التاي تشي على موقع فيلمافينيتي (الإسبانية)